# Biografía de un cimarrón
Biografía de un cimarrón es un testimonio o novela testimonio sobre la vida de Esteban Montejo (1860 - 1973), un esclavizado cubano de 108 años que cuenta la historia de su rebeldía en primera persona y que fue publicada en 1966 por el antropólogo cubano Miguel Barnet. Esteban Montejo "nació en la esclavitud, huyó a las montañas, participó en la guerra de independencia de Cuba y en la batalla de Cienfuegos contra los norteamericanos". Es considerado como el texto fundacional del testimonio desde el que se organizaran y se proyectaran otros testimonios en América Latina a partir de los años setenta. La obra obtuvo aclamación crítica al ser publicada y se difundió en varios países del mundo. Esto hizo que Barnet sea considerado el máximo exponente de la novela testimonial hispanoamericana.Su padre se llamaba Hin Congo y su madre Susana jimenez.

## Resumen

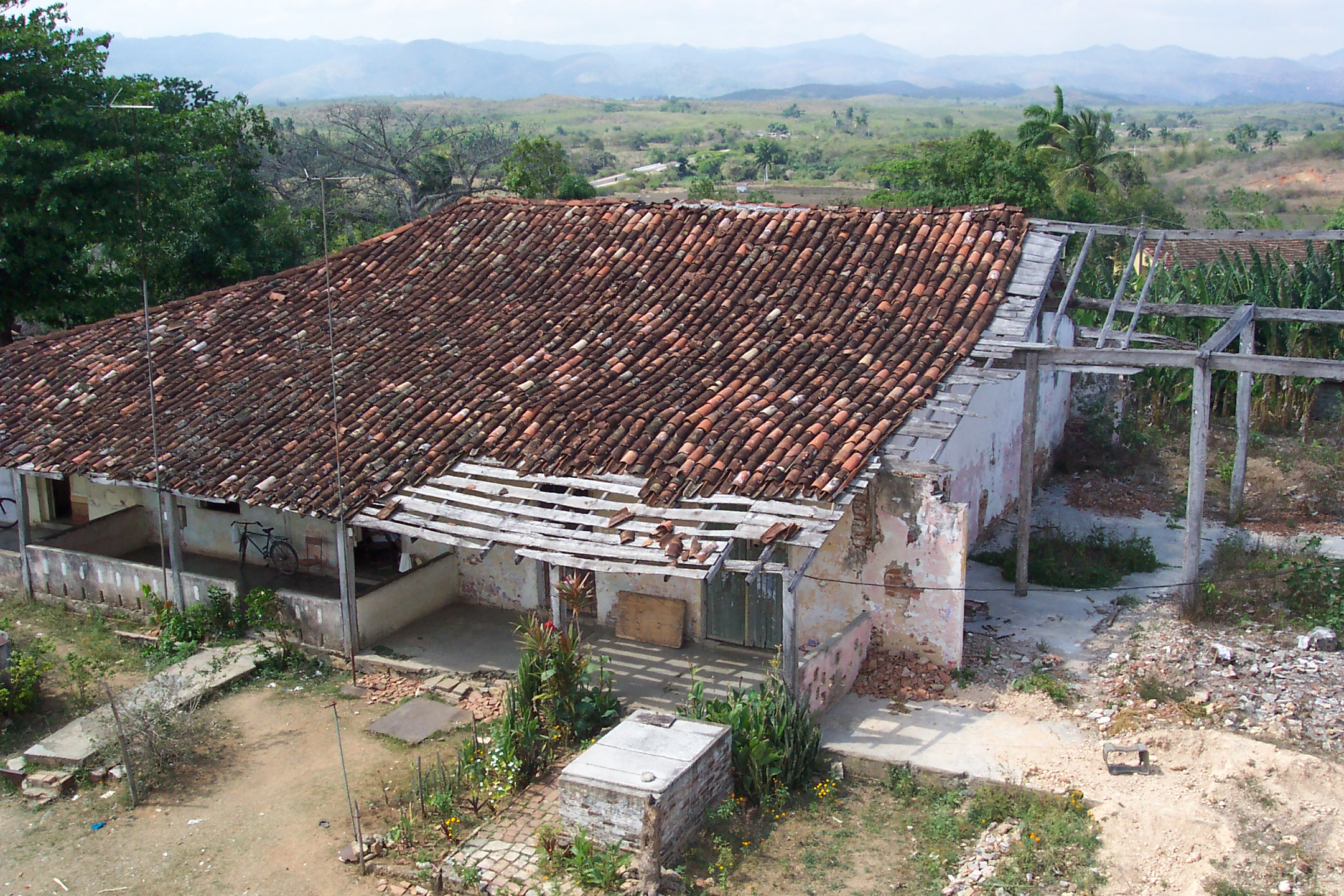
Barracones (donde vivían los esclavos) en Cuba

Biografía de un cimarrón  empieza con una introducción en donde el autor explica cómo se dio el encuentro con Esteban Montejo. Barnet explica que vio una publicación en el periódico sobre varios ancianos que sobrepasaban los cien años. Lo que más le interesó a Barnet fue que uno de los ancianos decía haber sido cimarrón, es decir, un esclavizado que huyó para ser libre. Entonces Barnet fue a entrevistarlo. De allí empieza la historia de Esteban Montejo narrado en la primera persona. La historia empieza con los primeros recuerdos bajo la primera sección del libro llamado ‘La Esclavitud’. Montejo explica un poco lo que sabe sobre sus padres biológicos y sobre sus padrinos que conoció alrededor de 1890. Luego Montejo cuenta sobre la vida en los barracones y cómo trabajaba de niño en los ingenios. Esta parte, igual que todo el libro, es bastante etnográfica y descriptiva. Por ejemplo, Montejo describe la vida en los barracones para los esclavos. Se refiere a diversas cuestiones como los castigos, diferentes tipos de trabajos en el ingenio, religiones, nacionalidad de los esclavos, la brujería, bailes, cómo se divertían los negros en los barracones. Después viene el capítulo “La vida en el monte”. De aquí deriva el nombre del título del libro, ya que es la vida de Montejo como esclavo huido, o sea, cimarrón. En esta sección se nota la personalidad de Montejo, ya que él prefiere estar en la soledad y apartado de la sociedad. Montejo explica cómo hacía para sobrevivir, que hacía para comer, como vivía en la cueva, y del estigma de ser cimarrón según otros esclavos. Luego viene la segunda sección del libro llamada "La Abolición de la Esclavitud". Esta es la parte más larga del libro y explica más sobre la vida en los ingenios. Similar a la primera parte toca en muchos temas diferentes, por ejemplo: relaciones con mujeres, fiestas y ceremonias de los negros, y se nota la personalidad de Montejo, ya que tiene una opinión fuerte sobre lo que dice. Finalmente, la última sección trata de la guerra de independencia de Cuba y el involucramiento de Montejo. Montejo describe cómo era la vida durante la guerra y al final se refiere a la influencia americana sobre Cuba después de la guerra. Hay una continuidad narrativa durante el libro donde el lector conoce a Cuba a través de las descripciones de Montejo sobre diversos temas. El libro es importante porque da una perspectiva sobre cómo era la Cuba colonial para los negros. Hay que decir que, aunque es narrado en primera persona a través de Montejo, es Barnet el que escribió el libro.

## Creación
La académica Carmen Ochando Aymerich señala varias obras que influenciaron a Miguel Barnet para crear una obra de novela-testimonio. Por ejemplo destaca el relato etnográfico Juan Pérez Jolote (1948) de Ricardo Pozas, Taso, trabajador de la caña (1960) de Sidney W. Mintz, y Los hijos de Sánchez (1964) de Oscar Lewis. Además Ochando Aymerich dice que los antropólogos cubanos Fernando Ortiz y Lydia Cabrera ejercieron una gran influencia sobre la obra de Barnet. En especial menciona Los negros esclavos (1916) y Contrapunteo cubano del tabaco y el azúcar (1940) de Fernando Ortiz, El Monte (1954) de Lydia Cabrera y el clásico estudio de Manuel Moreno Fraginals El ingenio: el complejo económico social cubano del azúcar (1964). Aparte de estos textos científicos Ochando Aymerich dice que Barnet también se inspiró en textos literarios. La más destacada es “la literatura antiesclavista desarrollada a lo largo del siglo XIX cubano”.
El mismo Barnet ha dicho mucho sobre su mayor influencia en crear Biografía de un cimarrón: “me molesta mucho que me digan que soy un seguidor de Oscar Lewis o de Truman Capote. Para nada, yo soy un epígono, quizás un poquito más audaz, un poquito más revolucionario, del gran antropólogo mexicano, don Ricardo Pozas”.
Barnet explica que el libro Juan Pérez Jolote de Ricardo Pozas fue “muy interesante, muy conmovedor. Había leído mucha literatura alemana, española, rusa, latinoamericana y de pronto digo ¿Cómo es posible que yo con esa inclinación que tengo hacia las grandes novelas este librito me haya conmovido tanto? No entendía. Pero al cabo del tiempo me di cuenta que este librito me había dado la posibilidad de desarrollar, de alguna manera, una obra similar en cuba. Ahí fue donde dije ‘voy entrevistar a Esteban Montejo’”.
Barnet menciona el apoyo que le dio Ricardo Pozas al darle aliento a través de cartas desde México y fue el primero en leer el manuscrito de Biografía de un cimarrón.

Además, Barnet habla sobre su encuentro con Esteban Montejo:
En el periódico El Mundo, leí una entrevista a mujeres y hombres centenarios que se habían alfabetizado, una entrevista periodística banal. Vi en la foto del periódico a Esteban Montejo y me llamo la atención, así que fui al Hogar del Veterano y me lo encontré sentado en un taburete con un sombrero de pajilla raído y se inició el diálogo. Fue difícil porque era una persona muy herida, con miles y miles de llagas, llagas interiores. Imagínate, yo con 23 años dialogando con un hombre de 103 años que había sido esclavo y cimarrón, o sea esclavo fugitivo. Suena una cosa verdaderamente surrealista. Estábamos haciendo un trabajo sobre los barracones, un trabajo de carácter etnográfico, un trabajo morfológico de las viviendas de barracones donde quedaban hacinados los esclavos del siglo XIX.
Más adelante Barnet explica:
Empecé a hacer la entrevista a Esteban, primero sin grabadora, sin nada. Después iba con una grabadora checa que pesaba como 25 kilos en el ómnibus al hogar del veterano. Al principio rechazaba la grabadora cuando quería decir algo. Es a lo que voy, la gente tiene guardado su ego. Hay que expresar eso, hay que dejar que la gente se exprese, que se explaye, que hable, que se desarrolle. Entonces yo seguí el modelo de Juan Pérez Jolote.

## Estructura
El libro está dividido en tres partes y además cuenta con una introducción y un glosario.
Las tres partes son:
1. La esclavitud
  - Primeros Recuerdos
  - La vida en los barracones
  - La vida en el monte
2. La abolición de la esclavitud
  - La vida en los ingenios (ingenio azucarero)
3. La guerra de la independencia
  - La vida durante la guerra

En la primera parte se encuentra varias descripciones de la vida del esclavo, por ejemplo: cómo atrapaban a los negros en África, la vida en los barracones, las diversiones, las creencias religiosas, la brujería, la vida sexual, las enfermedades y los remedios. La segunda parte del libro se basa en la vida en los ingenios. Temas destacados son: el trabajo, la comida, la diversión, la descripción del central azucarero, los entierros, las tradiciones, etc. La tercera y última parte describe el involucramiento de Montejo en las guerras de independencia cubanas.

## Novela-testimonio hispanoamericano y género literario
La novela-testimonio ha dado mucho de qué hablar en el mundo académico sobre el género al que pertenece, o si en realidad es un género de por sí. El mismo Barnet ha intentado definir el término novela-testimonio. A pesar de esto hay críticos académicos que han acertado ciertas características de la novela-testimonio. Por ejemplo la académica Carmen Ochando Aymerich denomina a la obra de Barnet como un “híbrido textual” ya que el texto combina lo científico y lo literario. Esta “hibridez textual” se debe a lo literario del texto que consiste en una narrativa de origen oral y además tiene motivos científicos.
José Ismael Gutiérrez destaca algunas características importantes que pertenecen a Biografía de un cimarrón. El protagonista debe haber vivido momentos importantes de la historia del país, la técnica narrativa requiere la discreción en el uso del yo, el investigador debe actuar en complicidad del informante, tiene que contribuir al conocimiento de la realidad, mostrar el otro lado de la realidad, el lenguaje debe basarse en lengua hablada, el recurso de la memoria es fundamental, la obra define la identidad nacional cubana. También enfatiza que la extensión genérica de la novela-testimonio es su característica más distintiva. Por ejemplo dice que el testimonio es un texto de literatura, historia, sociología, antropología, y política sin decidirse por una disciplina. Además acierta que puede ser considerado un texto literario porque pasa por las manos de un autor-editor que selecciona el contenido y le da una forma novelesca. Las entrevistas, grabaciones, manejo de fichas, e investigación de la época forma la parte científica del texto. Gutiérrez destaca que la novela-testimonio es subversiva porque presta atención a la gente “sin historia” o “sin voz” y se basa en versiones personales y subjetivas del pueblo anónimo que son fuentes no oficialistas. Finalmente Gutiérrez problematiza la novela-testimonio porque dice que solo podrá ser considerado un género cuando haya obras suficientemente numerosas de consistencia.
Según Sklodowska la novela-testimonio es científica por el método de recopilación de material (entrevista, grabación, fichas, investigación de la época) mientras que su organización es estética (selección, condensación, montaje, línea dramatúrgica). Además sugiere que la editorial del texto por parte de Barnet en Biografía de un cimarrón dio el ritmo dramatúrgico y secuencia cronológica a la historia de Montejo (esclavitud, cimarronaje, la Guerra de independencia, guerra racial cubana de 1912). También acierta que la novela-testimonio reclama la voz de gente marginada. Sklodowska hace una comparación interesante entre Biografía de un cimarrón y la tradición picaresca “en las características del protagonista-narrador (su marginalidad y la calidad de antihéroe, su humorismo plebeyo)” .

## Miguel Barnet sobre la novela-testimonio
En su ensayo La Novela Testimonio Barnet refiere varios términos para clasificar la novela-testimonio como “relato etnográfico” o la “novela realidad”. En su ensayo explica, “la novela testimonio debía ser un documento a la manera de un fresco, reproduciendo o recreando—quiero subrayar esto último—aquellos hechos sociales que marcaran verdaderos hitos en la cultura de su país”. Señala que una característica importante de la novela-testimonio es que tiene que “contribuir al conocimiento de la realidad”. Explica la importancia del protagonista porque “son testigos reales, en la medida sociológica y no en la literaria, porque a pesar de que están recreados por mí, manejados por medio de algunas cuerdas de ficción, son seres de carne y hueso, reales y convincentes”. También destaca la importancia del lenguaje y dice “lo fundamental del lenguaje en la novela-testimonio es que se apoye en la lengua hablada. Solo así posee vida”.
En su entrevista con Yanko González, Barnet complica el término:
“Con Biografía de un cimarrón hice una edición crítica, un libro que no tenía parangón en la literatura cubana, extraño, híbrido , con prólogo, con notas al pie enjundiosas, con un epílogo , con un glosario. “¿Qué era eso? ¿una novela? ¿un testimonio? Era Historia de Vida”.

## Biografía de un cimarrón y la revolución
Es importante reconocer que “la obra de Miguel Barnet se inscribe en su integridad en el marco de la literatura cubana de la Revolución” (799). Según Ochando Aymerich en Biografía de un cimarrón hay una clara intención ideológica porque la historia favorece un personaje con sentimiento individualista y un espíritu revolucionario.
Gutiérrez propone que el año 59 representa un cambio drástico en la vida de Barnet porque triunfa la Revolución que tendrá un fuerte impacto sobre él. Gutiérrez dice “el escritor se siente estimulado a solidarizarse con la reivindicación de los valores nacionales exaltados por el nuevo régimen” (57). Además Barnet menciona a la Revolución de manera positiva ya que devolvió al pueblo sus riquezas materiales con dignidad que hasta entonces no existía.
Timothy Cox dice que Barnet se esconde detrás de la voz de Montejo para hacer comentarios sobre la política cubana contemporánea. Cox acierta que uno puede ver evidencia clara en el texto que muestra el apoyo de Barnet del gobierno castrista. Por ejemplo muestra una nación post-esclavitud de ciudadanos con una colectiva fuerte en contra de influencias exteriores. En suma implica que los problemas de Cuba son del exterior. Además existe la sospecha que Barnet uso la historia de Montejo para resumir su vida literaria pública ya que estaba desfavorecido con el gobierno en los años 60. Por esta razón se implica que Barnet enfatizo los aspectos revolucionarios e independientes de Montejo para no ser censurado.

## Personalidad de Esteban Montejo
Timothy Cox hace un análisis de cómo es representada la personalidad de Montejo en Biografía de un cimarrón y enfatiza la independencia del personaje como un tema recurrente. Montejo parece estar preocupado con defender la moralidad de su existencia antisocial durante su relato. Se destaca una necesidad por parte de Montejo de distanciarse de la situación para ganar perspectiva. Su memoria de hechos del pasado se puede interpretar como una vista que intenta mantener distancia o moderación. El protagonista hace su etapa de cimarrón un tema central de su ser. No tiene religión o contrato con creencias, pero en cambio tiene fe en la naturaleza y su propio mente y cuerpo. Según Cox la personalidad de Montejo se define en términos de su escape de los roles que otros intentan imponer sobre él. Su actitud de supervivencia solitaria es una muestra de cómo Montejo trabaja para sí mismo y que no es fugitivo de abusos de poder. Cox también destaca un lado tolerante y flexible de Montejo ya que su filosofía de vida se basa en respeto mutuo y reverencia. Montejo deja a la gente vivir como se le dé la gana. Montejo acierta que lo mejor de la vida son las mujeres. Se puede considerar que tiene una actitud antisocial con sus parejas porque abusa de su generosidad y toma su dinero para comer y apostar. Finalmente la vida de Montejo puede ser vista como la lucha continua de un hombre intentando mantenerse fiel a sí mismo ante la presencia de extremos que atacan su espíritu y pertenencia.
Barnet dice “el personaje de Biografía de un cimarrón es un personaje con una sedimentación filosófica”.